# Anthocercis
Anthocercis is een geslacht van struiken uit de nachtschadefamilie (Solanaceae). De soorten zijn endemisch in de gematigde zuidelijke delen van Australië.

## Soorten
- Anthocercis angustifolia F.Muell.
- Anthocercis anisantha Endl.
- Anthocercis aromatica C.A.Gardner
- Anthocercis fasciculata F.Muell.
- Anthocercis genistoides Miers
- Anthocercis gracilis Benth.
- Anthocercis ilicifolia Hook.
- Anthocercis intricata F.Muell.
- Anthocercis littorea Labill.
- Anthocercis microphylla F.Muell.
- Anthocercis odgersii F.Muell.
- Anthocercis racemosa F.Muell.
- Anthocercis sylvicola T.Macfarlane & Wardell-Johnson
- Anthocercis tenuipes Gand.
- Anthocercis viscosa R.Br.

... · 
Acnistus · 
Anthocercis · 
Anthotroche · 
Atropa · 
Browallia · 
Brugmansia · 
Brunfelsia · 
Calibrachoa · 
Capsicum · 
Cestrum · 
Cyphomandra · 
Datura · 
Hyoscyamus · 
Iochroma · 
Lycium · 
Lycopersicon · 
Mandragora · 
Nicandra · 
Nicotiana · 
Nolana · 
Petunia · 
Physalis (Lampionplant) · 
Solanum (Nachtschade) · 
Streptosolen · 
Withania · 
...